# Ribesalbes
Ribesalbes é um município da Espanha na província de Castelló, Comunidade Valenciana. Tem 8,6 km² de área e em 2021 tinha 1 156 habitantes (densidade: 134,4 hab./km²).

## Demografia
| Variação demográfica do município entre 1991 e 2004 | Variação demográfica do município entre 1991 e 2004 | Variação demográfica do município entre 1991 e 2004 | Variação demográfica do município entre 1991 e 2004 |
| --------------------------------------------------- | --------------------------------------------------- | --------------------------------------------------- | --------------------------------------------------- |
| 1991                                                | 1996                                                | 2001                                                | 2004                                                |
| 1336                                                | 1310                                                | 1262                                                | 1302                                                |